# إليزابيث سميث فريدمان
إليزابيث سميث فريدمان (26 أغسطس 1892 - 31 أكتوبر 1980) كانت محللة شفرات، ومؤلفة أمريكية فكت شفرات العدو في كل من الحربين العالميتين وساعدت في حل قضايا التهريب الدولية أثناء الحظر. خلال مسيرتها المهنية، عملت في وزارة الخزانة الأمريكية، وخفر السواحل، والبحرية، والجيش، بالإضافة إلى صندوق النقد الدولي. أُطلق عليها لقب «أول محللة شفرات في أمريكا».

## النشأة والتعليم
وُلدت فريدمان في هنتنغتون، إنديانا، لوالدها جون ماريون سميث، وهو لبّان من الكويكرز، ومصرفي، وسياسي، وسوفا سميث (اسمها قبل الزواج ستروك). كانت فريدمان الأصغر بين تسعة أطفال على قيد الحياة (توفي العاشر وهو طفل) ونشأت في مزرعة.
من عام 1911 إلى عام 1913، التحقت فريدمان بكلية ووست في أوهايو، لكنها غادرت عندما مرضت والدتها. في عام 1913، انتقلت فريدمان إلى كلية هيلزديل في ميشيغان لأنها كانت أقرب إلى المنزل. في عام 1915، تخرجت مع تخصص في الأدب الإنجليزي. كانت عضوًا في باي بيتا فاي. بعد أن أظهرت اهتمامها باللغات، درست أيضًا اللاتينية، واليونانية، والألمانية، ودرست «أشياء أخرى كثيرة جدًا». التحقت هي وأحد أشقائها بالكلية. في عام 1938، منحتها هيلسديل درجة دكتوراه فخرية في القانون.
في خريف عام 1915، أصبحت إليزابيث المديرة البديلة لمدرسة ثانوية عامة في واباش بولاية إنديانا.  كان هذا المنصب قصير الأجل، ومع ذلك، في ربيع عام 1916، استقالت وعادت للعيش مع والديها.

## الحياة المهنية

### مختبرات ريفربانك والحرب العالمية الأولى
بدأت إليزابيث سميث العمل في مختبرات ريفربانك في جنيف، إلينوي، في عام 1916. كانت واحدة من أولى المنشآت في الولايات المتحدة التي تأسست لدراسة التشفير. كان الكولونيل جورج فابيان، تاجر منسوجات ثري، يمتلك مختبرات ريفربانك وكان مهتمًا بشكسبير. كانت إليزابيث تبحث عن وظيفة عندما زارت مكتبة نيوبيري في شيكاغو، حيث تحدثت إلى أمين مكتبة كان على علم باهتمام فابيان. اتصل أمين المكتبة بفابيان، الذي أتى في سيارته الليموزين ودعي إليزابيث لقضاء ليلة في ريفربانك، حيث ناقشا كيف ستكون الحياة في منزل فابيان الكبير الواقع في جنيف، إلينوي. أخبرها أنها ستساعد امرأة من بوسطن، إليزابيث ويلز غالوب، وشقيقتها في محاولة غالوب لإثبات أن السير فرانسيس بيكون قد كتب مسرحيات شكسبير وقصائده. سيتضمن العمل فك تشفير الرسائل المشفرة التي كان من المفترض أن تكون موجودة في مسرحياته وقصائده.
كان من بين الموظفين في ريفربانك الرجل الذي تزوجته إليزابيث في مايو 1917، ويليام إف فريدمان، عالم الأحياء النباتية الذي شارك أيضًا في مشروع بيكون-شكسبير.
جمعت ريفربانك معلومات تاريخية عن الكتابة السرية. قُلل من أهمية التشفير العسكري بعد الحرب الأهلية إذ هناك ثلاثة أو أربعة أشخاص فقط في الولايات المتحدة الذين كان لديهم معلومات عن الموضوع. وكان اثنان من هؤلاء الناس إليزابيث ووليام فريدمان. عندما دخلت الولايات المتحدة الحرب العالمية الأولى، أنشأ فابيان قسمًا جديدًا للتشفير في ريفربانك، مع إدارة آل فريدمان، وعُرضت خدماتهم للحكومة. طلبت العديد من الإدارات الحكومية الأمريكية مختبرات ريفربانك من أجل المساعدة أو أرسلت أفراد إلى هناك للتدريب. وكان من بين هؤلاء أغنيس ماير دريسكول، التي أتت نيابة عن البحرية الأمريكية.
عمل آل فريدمان معًا على مدى السنوات الأربع التالية في ما كان يعرف منشأة التشفير الوحيدة في البلاد، حتى تأسس ما يسمى «الغرفة السوداء» لهربرت ياردلي باسم إم 18، مكتب التشفير التابع للجيش، في عام 1919. وفي عام 1921، ترك آل فريدمان العمل في ريفربانك للعمل في وزارة الحرب في واشنطن العاصمة. أُحبطت جهودهم السابقة للمغادرة من قبل فابيان، الذي اعترض بريدهم.

### الحظر
منع قانون الحظر الوطني لعام 1919، المعروف أيضًا باسم قانون فولستيد، تصنيع أو بيع أو تجارة المشروبات الكحولية في الولايات المتحدة. ومع ذلك، فإن الحظر، الذي كان ساريًا من عام 1920 إلى عام 1933، لم يوقف الطلب على المشروبات الكحولية، وكُلف خفر السواحل بإيقاف المهربين على طول السواحل. جلب مروجو الخمور والمهربون المشروبات الروحية والناركوتيات إلى الولايات المتحدة وبدرجة أقل لتجنب الضرائب والرسوم الأخرى هربوا العطور، والمجوهرات، وحتى حبوب البينتو.
استخدم المهربون الرسائل اللاسلكية المشفرة على نطاق واسع لإجراء عملياتهم. ردًا على ذلك، وظفت خفر السواحل إليزابيث فريدمان، التي تركت وظيفتها في عام 1922، بشكل مؤقت لفك تشفير الرسائل المتراكمة. وفي نهاية المطاف، عملت هي وفريق صغير من محللي التشفير الذين على إيقاف التهريب الدولي وتهريب المخدرات.
على الرغم من أن الرموز والشفرات المبكرة كانت أساسية للغاية، إلا أن الزيادة اللاحقة في التعقيد وصعوبة الحل كانت مهمة للنمو المالي لعمليات التهريب. لم يشكل مدى التطور مشاكل بالنسبة لفريدمان، إذ أنها شنت هجمات ناجحة ضد كل من شفرة الاستبدال البسيط وشيفرات التبديل، والشيفرات الأكثر تعقيدًا التي دخلت حيز الاستخدام في النهاية.
في عام 1927، أنشأ مكتب حظر وزارة الخزانة الأمريكي والجمارك جهدا مشتركًا مع شعبة مخابرات خفر السواحل في الولايات المتحدة لمراقبة التهريب الدولي وتجارة المخدرات والنشاط الإجرامي محليًا ودوليًا. من 1927 إلى 1939، كانت الوحدة ذات أهمية حاسمة خلال فترة تهريب نشطة للغاية في الولايات المتحدة، وبالتالي كُلف بها في نهاية المطاف خفر السواحل الأمريكي.
حلت فريدمان الجزء الأكبر من عمليات التسجيل التي جمعتها محطات خفر الساحل في سان فرانسيسكو وفلوريدا. في يونيو 1928، أُرسلت لتدريس سي إيه هوسيل، المرابطة مع منسق تفاصيل ساحل المحيط الهادئ، حول كيفية فك تشفير رسائل مهربي الخمور. تحت تعليمها، تمكنت هوسيل من فك تشفير 3300 رسالة في غضون 21 شهرًا. في أكتوبر ونوفمبر 1929، عُينت في هيوستن، تكساس، لحل 650 قضية تهريب واستُدعيت من قبل المدعي العام للولايات المتحدة. وبذلك، فكت تشفير 24 نظام تشفير مختلف استخدمه المهربون. كان عمل فريدمان مسؤولًا عن توفير المعلومات التي فُك تشفيرها والتي أدت إلى إدانة عزرا براذرز بتهريب الناركوتيات.
أثناء عملها مع خفر السواحل الأمريكي، ومكتب تهريب الناركوتيات، ومكتب الإيرادات الداخلية، ومكتب الحظر والجمارك، ووزارة العدل، حلت فريدمان أكثر من 12000 رسالة مشفرة يدويًا في ثلاث سنوات، ما أدى إلى رفع 650 دعوى جنائية.  كان آل كابوني أحد الأفراد التي ساعدت فريدمان في توجيه الاتهام إليهم.
في عام 1930، اقترحت فريدمان إنشاء فريق من سبعة أشخاص للتعامل مع عبء العمل المتزايد في تشفير الرسائل. تمت الموافقة على اقتراحها أخيرًا في عام 1931، وعُينت مسؤولة عن وحدة فك التشفير الوحيدة في أمريكا التي تديرها امرأة. وظفت ودربت المحللين، وبحلول نهاية عام 1932، طورت أفضل فريق استخبارات إذاعي في البلاد. سمح لها ذلك بمعالجة الأنظمة الجديدة غير النمطية عند ظهورها وتسريع العملية برمتها من التحليل الأولي إلى الوصول إلى الجواب. كما سمح لها ذلك بالبقاء متقدمة على المهربين بخطوة. قالت فريدمان لزائر حاول بيعها صانع رموز مساعد «مكتبنا لا يصنعهم، بل نحن فقط نحلهم». أدت نجاحاتها إلى إدانة العديد من المخالفين لقانون فولستيد.
بالإضافة إلى نجاحاتها التشفيرية، غالبًا ما شهدت في القضايا ضد الأطراف المتهمين. ظهرت كشاهد خبير في 33 حالة وأصبحت مشهورة نتيجة كتابة الصحف والمجلات مقالات عنها. مكنتها الرسائل التي فكت تشفيرها من توريط العديد من المهربين في خليج المكسيك وعلى ساحل المحيط الهادئ. وأدلت بشهادتها في قضايا في غالفستون وهيوستن في تكساس. في عام 1933 كانت شاهدة نجمة في نيو أورليانز، لويزيانا، لمحاكمة 23 من العملاء المشتبه بهم لشركة المصدرين الموحدين. وأسفرت شهادتها عن إدانة خمسة من زعماء العصابات، الذين كانوا على صلة مباشرة بسفن التهريب نتيجة لتحليلها.
في العام التالي ساعدت في تسوية نزاع بين الحكومات الكندية والولايات المتحدة بشأن الملكية الحقيقية لسفينة آم ألون. كانت السفينة ترفع العلم الكندي عندما أغرقتها يو إس سي جي إس ديكستر لفشلها في الاستجابة لإشارة «الذهاب للتفتيش». ورفعت الحكومة الكندية دعوى قضائية بقيمة 350 ألف دولار ضد الولايات المتحدة، لكن المعلومات الاستخباراتية المستفادة من الرسائل الثلاث والعشرين التي فكت فريدمان تشفيرها تشير إلى ملكية الولايات المتحدة بحكم الأمر الواقع تمامًا كما اشتبهت الولايات المتحدة في الأصل. حُددت هوية المالكين الحقيقيين للسفينة ورُفضت معظم المطالبات الكندية.
طلبت الحكومة الكندية مساعدة فريدمان في عام 1937 بقضية عصابة لتهريب الأفيون، وأدلت في نهاية المطاف بشهادتها في محاكمة جوردون ليم مع العديد من الصينيين الآخرين. كان حلها لشفرة صينية معقدة غير معروفة، على الرغم من عدم معرفتها باللغة، مفتاحًا للاتهامات الناجحة.